# Falniów
Falniów – wieś w Polsce, położona w województwie małopolskim, w powiecie miechowskim, w gminie Miechów.
| SIMC    | Nazwa    | Rodzaj    |
| ------- | -------- | --------- |
| 0251222 | Lgota    | część wsi |
| 0251239 | Parcela  | część wsi |
| 0251245 | Zawodzie | część wsi |

Wieś leży w dolinie rzeki Szreniawy.
Wieś Chwalniów położona w końcu XVI wieku w powiecie ksiąskim województwa krakowskiego była własnością klasztoru bożogrobców w Miechowie.  W latach 1975–1998 miejscowość administracyjnie należała do województwa kieleckiego.

## Zabytki
Obiekt wpisany do rejestru zabytków nieruchomych województwa małopolskiego.
- Kaplica.